# Districtul Sabratha Wa Surman
Sabratha Wa Surman a fost un district în Libia între anii 2001–2007.